# صولجان يهوذا
صولجان يهوذا (بالعبرية :شيبة يهودا שבט יהודה  ) كان نصا انتجه المؤرخ السيفارديم سولومان ابن فيرغا. من الجدير ذكره انه ظهر لأول مرة في تركيا عام 1553. كان العمل بشكل اساسي عبارة عن تحليل شامل لأربعة وستين اضطهادات مختلفة والذي عانى منها الشعب اليهودي منذ العصور القديمة . لا يكاد ان يكون نصًا منفصلاً. كما استخدم مصادرا لاتبينية. والتي لها قيمة انثروبيولوجية معينة، كما ان ابن فيرغا ناقش العادات ومارس التقاليد اليهودية في مناطق مختلفة. سعى ابن فيرغا إلى تسليط الضوء على ما شعر بأنه خطأ شعبه. و على هذا النحو العديد من انتقاداته لليهود مبالغ فيها من أجل التأثير عليهم. بطرق عدية كان صولجان يهوذا أول وأبرز عمل في التاريخ اليهودي: كانت أساسا هذه المرة الأولى التي يعبر فيها اليهود اهتمامهم بماضيهم. سعى ابن فرغا لتوضيح مشكلة مشاعر العداوة مع اليهود والتي ظهرت ازاء طردهم من اسبانيا عام 1492.وفقا للمؤلف، طرد ونفي اليهود من اسبانيا بشكل عام يمكن اعتبارهم كظاهرتين طبيعييتين حيث كان ذلك خاضعا لقوة تاريخية  من السببية والتفسير. لم يكن ذلك مجرد عقاب على اخطاء اليهود كما كانت الطريقة المشرفة لشرح هذه المصائب. أوضح النص بأن كراهية اليهود موروث شائع حيث يتم يتناقله من جيل إلى اخر. وتسبب بذلك التطرف الديني ( كما كان الحال في اسبانيا) و تفاقم الامر بسبب الحسد والغيرة، وينبع هذا أيضا من الافتقار إلى التعليم. اقترح ابن فرغا أيضا بأنه ربما كان هناك الكثير من التباهي بالثراء بين السيفارديم ;بعض الاحتفالات كانت باهظة، التي أثارت العداوة والغيرة بين الكاثوليك وما إذا كانت هذه هي الحال بالفعل قابلة للنقاش. يعتبر صولجان يهودا واحدا من أشهر كتب التاريخ اليهودي على مر الزمن ومن محنمل ان يكن الأكثر شهرة حتى القرن التاسع عشر.